# Dunaneeny Castle
Dunaneeny Castle (auch Dunineny Castle, irisch Dún an Aonaigh, „Festung der Versammlung“) war ein Schloss am Stadtrand von Ballycastle. Es diente dem Clan MacDonald of Dunnyveg und später dem Clan MacDonnell of Antrim als Wohnsitz.

## Geschichte und Architektur
Der erste Bau des Schlosses wird der Familie Ó Cearbhaill (O’Carrol) zugeschrieben. Er befand sich direkt an der Steilküste unweit von Ballycastle. Das Schloss war von drei Seiten vom  Wasser umgeben. Im Süden wurde es durch einen etwa 73 Meter langen Burggraben geschützt. Das Schloss dehnte sich auf etwa 2.000 Quadratmetern aus. Somhairle Buí Mac Domhnaill (Sorley Boy MacDonnell) wurde 1505 auf dem Schloss geboren und führte von hier seine Schlachten gegen die Engländer und starb 1590 auch auf dem Schloss. Heute ist von dem Schloss nur noch eine etwa 3,80 Meter hohe Außenmauer erhalten.